# Svarthuvad vireo
Svarthuvad vireo (Vireo atricapilla) är en liten fågelart i familjen vireor hemmahörande i USA och Mexiko.

## Utseende
Den svarthuvade vireon är en runt tolv centimeter stor sångfågel, minst av alla vireor som förekommer i USA. Den är den enda vireo där könen skiljer sig åt i utseende. Vidare är arten den enda där hanarna tar två år på sig innan de nått adult dräkt. Adulta hanar är olivgröna på ovansidan och vit undertill med svaga gula sidor. Hjässan och den övre halvan av huvudet är svart med en partiellt vit ögonring. Irisen är brunröd och näbben är svart. Honor är mattare i färgen än hanarna och har en skiffergrå hjässa och underdelar med gröngula inslag. Ettåriga hannar är ett mellanting i färger mellan adulta hanar och honor.

## Utbredning och levnadssätt
Fågeln häckar från Kansas till norra Mexiko (Coahuila) i låg buskmark. Vintertid flyttar den så långt söderut som till Guerrero. Den behandlas som monotypisk, det vill säga att den inte delas in i några underarter.

### Häckning
Fågeln bygger boet i buskiga områden med skingrade träd. Hanen och honan hjälper varandra i par med att bygga nästet och att ruva. Honan ruvar ungarna medan hanen förser med den mesta maten. Vanligtvis läggs tre eller fyra ägg. Ruvningstiden är från 14 till 17 dagar. Hanen tar hand om de flesta flygfärdiga ungarna, medan honan bygger nytt bo, ibland tillsammans med en annan hanne. Häckande par kan få fler än en kull per häckningssäsong. 

### Föda
Dessa fåglar är insektsätande, där skalbaggar och larver utgör en stor del av dieten.

## Status och hot
Svarthuvad vireo har försvunnit från stora delar av utbredningsområdet i norr till följd av habitatförstörelse och boparasitism av brunhuvad kostare. Fram till 2019 betraktades den som hotad av internationella naturvårdsunionen IUCN, men nya studier gör gällande att minskningen har avtagit, varför den numera getts en lägre hotstatus, nära hotad. Världspopukationen uppskattas till mellan 10.000 och 20.000 vuxna individer.